# 切姆里西-巴爾西基
49°4′0″N 27°39′34″E / 49.06667°N 27.65944°E
切姆里西-巴爾西基（烏克蘭語：Чемериси-Барські），是烏克蘭的村落，位於該國西南部文尼察州，由日梅林卡區負責管轄，面積8.3平方公里，海拔高度287米，2001年人口920，人口密度每平方公里110.84人。